# Paul Haslinger
Paul Haslinger, född 11 december 1962 i Linz, är en österrikisk musiker och kompositör. Han bor och arbetar sedan många år tillbaka i Los Angeles.

## Arbeten (i urval)

### Filmer
- 2001 – Crazy/Beautiful
- 2002 – Blue Crush
- 2003 – Underworld
- 2004 – Bring It On Again
- 2004 – The Girl Next Door
- 2005 – Into the Blue
- 2006 – Crank
- 2006 – Turistas
- 2007 – Vacancy
- 2007 – Gardener of Eden
- 2007 – Shoot 'Em Up
- 2008 – Prom Night
- 2008 – Death Race
- 2008 – While She Was Out
- 2009 – After.Life
- 2009 – Underworld: Rise of the Lycans
- 2010 – Takers
- 2010 – Death Race 2
- 2011 – The Three Musketeers
- 2012 – Underworld: Awakening
- 2012 – Code Name: Geronimo (TV-film)
- 2014 – No Good Deed
- 2016 – Resident Evil: The Final Chapter
- 2018 – Wildling
- 2018 – The Perfection
- 2019 – The Dirt
- 2020 – Monster Hunter
- 2025 – In the Lost Lands

### TV-serier
- 2005–2006 – Sleeper Cell (TV-serie)
- 2014–2017 – Halt and Catch Fire (TV-serie)
- 2015–2017 – Fear the Walking Dead (TV-serie)
- 2021 – The Irregulars (TV-serie)

### Videospel
- 2005 – Far Cry Instincts
- 2006 – Far Cry Instincts: Evolution
- 2006 – Rainbow Six: Vegas
- 2008 – Rainbow Six: Vegas 2
- 2008 – Need for Speed: Undercover
- 2009 – X-Men Origins: Wolverine
- 2015 – Rainbow Six Siege